# Вин, Вильгельм
Вильгельм Карл Вернер Отто Фриц Франц Вин (нем. Wilhelm Wien; 13 января 1864, Фишхаузен — 30 августа 1928, Мюнхен) — немецкий физик, лауреат Нобелевской премии по физике в 1911 году «за открытия в области законов, управляющих тепловым излучением».

## Биография
Вильгельм Вин родился в семье помещика Карла Вина. В 1866 году семья переехала в Драхштейн, возле Растенбурга в Восточной Пруссии (ныне Кентшин, Польша).
В 1879 году Вин окончил школу в Растенбурге и в 1880—1882 годах учился в гимназии в Кёнигсберге. С 1882 года он учится в Гёттингенском и Берлинском университетах.
С 1883 по 1885 год он работал в лаборатории Германа Гельмгольца и получил в 1886 году докторскую степень. В 1898 году разработал фильтр Вина для исследования анодных лучей. С 1889 года работал ассистентом Гельмгольца в имперском физико-техническом учреждении. В 1892—1896 годы — приват-доцент Берлинского университета.
В 1896 году становится доцентом на кафедре Адольфа Вюльнера в Ахенском техническом университете. С 1899 года — профессор в Гиссенском университете, однако уже в 1900 году переходит в университет Вюрцбурга в качестве преемника Вильгельма Рентгена. В 1919 году переезжает в Мюнхен, снова в качестве преемника Рентгена. Умирает в 1928 года в возрасте 64 лет.
Именем Вина названа лаборатория в федеральном физико-техническом учреждении (ФРГ) в технопарке WISTA в пригороде Берлина — Адлерсхофе.
Двоюродный брат Вина — Макс Вин (1866—1938) был одним из первопроходцев в области высокочастотной техники.

## Достижения
В 1893/94 годах он вывел первый закон Вина, а из него — закон смещения Вина, в 1896 году — второй закон Вина для теплового излучения. В 1911 году удостоен Нобелевской премии по физике за работы по тепловому излучению.
В 1898 году Вильгельм Вин доказал, что самые лёгкие из "каналовых лучей" (называемых также анодными лучами) — ионы водорода (ныне называемые протонами). Действуя на движущиеся протоны электрическими и магнитными полями, Вильгельм Вин измерил отношение заряда протона к его массе.